# Tulkas
Tulkas je lik iz izmišljenog svijeta Arde engleskog pisca J. R. R. Tolkiena.
Najsnažniji Valar, zvan i Astaldo, Hrabri. Posljednji je od Valara stigao na Ardu i pomogao svrgnuti Melkora nakon razaranja Dviju Svjetiljki. Kad se Melkor sakrio u Angband razbio je vrata utvrde i izvukao ga van. On je hrvač i najviše ljubi natjecanja u snazi. Ne bori se na konju nego uvijek na svojim nogama i nikad ne nosi nikakvo oružje. Tolkien je vjerojatno po uzoru na grčkog boga rata Aresa te Thora iz nordijske mitologije zamislio Tulkasov lik. Žena mu je Nessa, Oromeova sestra. Teško ga je razljutiti, ali teško i zaboravlja; zbog čega se suprotstavio oslobađanju Melkora iz uzništva. Ne zanimaju ga ni politika niti umne rasprave. Uvijek se smije, čak se i tijekom svrgavanja Melkora borio nasmijan.
Tulkas je i nestrpljiv, još prije buđenja vilenjaka nagovarao je Valare da krenu u rat protiv Melkora. Nakon sumraka Valinora požurivao je Fëanora da se odluči hoće li predati Silmarile.
Tolkien je dao naslutiti da će se u Dagor Dagorathu Tulkas još jednom izravno suprotstaviti Melkoru. Čini se da će Tulkas odigrati važnu ulogu u ovom obračunu, ali će Melkora najvjerojatnije dokrajčiti Túrin.

## Etimologija
Samo ime Tulkas na kvenjskom znači "jak, snažan". Izvorno Tulkasovo ime na valarskom jeziku je Tulukhastāz ("zlatokosi").